# Sivar Ahlrud
Sivar Ahlrud är en kollektiv pseudonym för författarna Ivar Ahlstedt och Sid Roland Rommerud, från 1967 (då Ahlstedt avled) pseudonym enbart för Rommerud. Som Sivar Ahlrud skrev de ungdomsböckerna om Tvillingdetektiverna (Tvillingdeckarna) 1944–74, och pojkboken Markus lever farligt 1958. 
I några av böckerna om Tvillingdetektiverna medverkar Sivar Ahlrud själv som en fiktiv gestalt. Där skildras han som en krönikör av tvillingarnas självupplevda äventyr.
På 1980-talet (från 1981) skrev även Börje Isakson, George Johansson och Dag E. Hogsten fyra böcker om Tvillingdetektiverna under samma pseudonym.